# 桐ケ谷覚
桐ケ谷 覚（きりがや さとる、1949年（昭和24年）3月24日 - ）は、日本の政治家、実業家。神奈川県逗子市長（2期）。

## 来歴
秋田県大館市出身。親は食料品の問屋を営んでいた。立教大学経済学部経済学科在学中に現在の妻と知り合う。妻との出会いがきっかけで1882年（明治15年）創業の工務店、桐ヶ谷材木店を継ぐことになる。大学を卒業した1972年（昭和47年）、修業のため建材問屋に就職。1976年（昭和51年）、横須賀市の工務店に入社。また、小泉純一郎衆議院議員の選挙の応援を経験。
1981年（昭和56年）、桐ヶ谷材木店に入社（この年、キリガヤに社名変更）。1992年（平成4年）、キリガヤの代表取締役に就任。
2015年（平成27年）、逗子市商工会会長、逗子市観光協会会長に就任。
2018年（平成30年）春以降、任期満了に伴う逗子市長選挙への出馬を複数の関係者から打診されるが、工務店経営を優先したいと固辞する。9月3日、平井竜一市長が不足する財源を捻出するために2017年（平成29年）10月に見直した163事業について、113事業を縮小し、休止していた18事業を廃止する方針を発表。市が陥った財政難への強い危機感から「無投票なら、僕が出るよ」と関係者に漏らし、9月21日、市長選へ出馬する意向を表明した。12月16日に実施された逗子市長選挙で現職の平井竜一を斥け初当選した。12月25日、市長就任。
※当日有権者数：50,152人 最終投票率：47.46%（前回比：pts）
| 候補者名 | 年齢 | 所属党派 | 新旧別 | 得票数   | 得票率 | 推薦・支持 |
| -------- | ---- | -------- | ------ | -------- | ------ | ---------- |
| 桐ケ谷覚 | 69   | 無所属   | 新     | 13,237票 | 56.18% |            |
| 平井竜一 | 52   | 無所属   | 現     | 10,326票 | 43.82% |            |

2022年 (令和4年）12月11日実施の逗子市長選で、元職で元衆議院議員の長島一由を大差で破り再選。開票結果は以下の通り。
※当日有権者数：49,842人 最終投票率：51.07%（前回比：+3.61pts）
| 候補者名 | 年齢 | 所属党派 | 新旧別 | 得票数   | 得票率 | 推薦・支持             |
| -------- | ---- | -------- | ------ | -------- | ------ | ---------------------- |
| 桐ケ谷覚 | 73   | 無所属   | 現     | 19,514票 | 77.31% | 推薦：自民・立民・公明 |
| 長島一由 | 55   | 無所属   | 元     | 5,726票  | 22.69% |                        |

## 市政・人物
- 2019年（令和元年）9月25日、LGBTなど性的少数者のカップルが婚姻に相当する関係にあると認める「パートナーシップ宣誓制度」を、2020年（令和2年）4月をめどに導入する方針を明らかにした[11]。同制度は同年4月1日に導入された[12]。
- 2022年（令和4年）5月4日、喉に違和感を覚え、翌5日午後に37.2度の発熱があったことから、自宅で抗原検査をしたところ、新型コロナウイルス陽性が判明した。5月6日、市は桐ケ谷の感染を発表した[13]。